# Kung Karls distrikt
Kung Karls distrikt är ett distrikt i Kungsörs kommun och Västmanlands län. 
Distriktet ligger i sydöstra delen av kommunen vid Mälaren. 

## Tidigare administrativ tillhörighet
Distriktet inrättades 2016 och utgörs av Kung Karls socken samt området som utgjorde Kungsörs köping till 1971.
Området motsvarar den omfattning Kung Karls församling hade vid årsskiftet 1999/2000.